# Procopia
Procopia (en grec : Προκοπία), née vers 770 et morte après 813, était une impératrice byzantine et l'épouse de l'empereur Michel Ier Rhangabé. Son père était l'empereur byzantin Nicéphore Ier. Le nom de sa mère ne nous est pas parvenu. Elle eut également un frère, Staurakios, qui fut brièvement empereur byzantin en 811 .

## Mariage
À la fin du VIIIe siècle, Procopia épouse Michel Rhangabé, le fils de Théophylacte Rhangabé, l'amiral commandant la flotte de la mer Égée.
En 802, l'impératrice Irène l'Athénienne est déposée par une alliance des patriciens et des eunuques. Le chef du complot est Nicéphore Ier, le père de Procopia, qui occupe à l'époque le poste de ministre des finances (logothète général). Le 31 octobre 802, Nicéphore est désigné comme le futur empereur, et Procopia devient un membre de la famille impériale. Le mari de Procopia, quant à lui, reçoit la dignité de curopalate, la plus haute distinction de la cour.
Le 26 juillet 811, Nicéphore est tué lors de combats contre le khan Kroum de Bulgarie à la bataille de Pliska. Une grande partie de l'armée byzantine est anéantie durant cette bataille, considérée l'une des pires défaites de l'histoire Byzantine. Parmi les rares survivants se trouve Staurakios, le frère de Procopia, qui succède à l'empereur.
Staurakios ne sort néanmoins par indemne du champ de bataille. Un coup d'épée l'a blessé près du cou, ce qui le laisse paralysé. Les membres de la garde impériale réussissent à le transporter à Andrianople, mais il n'arriva jamais à se remettre complètement de ses blessures. La question de la succession de Staurakios devient alors urgente. Deux camps émergent à la cour. L'un est constitué autour de Théophano d'Athènes, l'épouse de l'empereur, qui aurait cherché à succéder à son mari. L'autre est centré autour Procopia, qui vise le trône pour son mari, Michel.
Procopia ne réussit pas à convaincre son frère de la choisir. Il semble au contraire avoir favorisé Théophano. Cependant, Michel et Procopia obtiennent un appui suffisant à la cour susceptible de menacer Staurakios lui-même. Incapable de faire face à l'opposition, Staurakios désigne son beau-frère Michel comme héritier et abdique dans le même temps, puis il se retire dans un monastère. Procopia devient ainsi la nouvelle impératrice consort.

## Impératrice
Le 2 octobre 811, Michel Ier Rhangabé monte sur le trône et Procopia devient impératrice. Durant le règne éphémère de son mari, Procopia occupe une position dominante à la cour impériale. Elle insiste également pour suivre son mari dans ses campagnes, mais sa présence aurait été mal accueillie par les troupes.
Afin d'affermir sa position, Michel distribue généreusement de l'argent à l'armée, la bureaucratie ainsi qu'à l'Église. Il rouvre également des négociations avec Charlemagne et le reconnaît comme basileus (empereur). Cependant la guerre contre les Bulgares continue et amène la chute du couple impérial.
Le 22 juin 813, Michel est défait à la bataille d'Andrinople. L'armée byzantine est plus nombreuse que l'armée bulgare, mais se montre incapable d'utiliser sa supériorité numérique à son avantage. Michel est parmi les premiers à se retirer du champ de bataille. D'autres unités suivent son exemple. Le Khan Kroum avance en Thrace orientale et Constantinople elle-même devient une cible potentielle. Quel que soit le soutien que Michel et Procopia arrivent à constituer autour d'eux, celui-ci se révèle insuffisant pour les maintenir au pouvoir à la suite de la défaite militaire de Michel.
Le 10 juillet 813, Michel Ier abdique en faveur de Léon V l'Arménien. L'ouvrage Théophane continué, qui est une continuation des chroniques de Théophane le Confesseur, indique que Procopia s'oppose en vain à l'abdication de son mari. Elle doit se retirer dans un monastère où elle meurt quelques années plus tard. Les enfants des Procopia connurent également un sort difficile. Léon V insista pour qu'ils soient castrés et tondus afin qu'ils ne puissent jamais prétendre au pouvoir impérial.

## Enfants
Procopia et Michel eurent au moins cinq enfants :
- Théophylacte (792-15 janvier 849), co-empereur de 812 à 813. Il fut castré et exilé dans un monastère. La date de son décès a été indiquée dans le « Théophane continué ».
- Staurakios (793-813), décédé avant l'abdication de son père dans des circonstances inconnues.
- Nicétas (797-23 octobre 877), castré et exilé dans un monastère. Il devient ensuite patriarche sous le nom d'Ignace de Constantinople.
- Gorgo, qui est devenue nonne.
- Théophano, devenue également nonne.

Ignace fut élevé plus tard au rang de saint. Son hagiographie indique que l'une de ses sœurs a aidé des iconodules pendant les persécutions de Théophile (vers 829-842), sans que l'on sache précisément laquelle.